# Potros Chetumal
Potros Chetumal – meksykański klub piłkarski z siedzibą w mieście Chetumal, stolicy stanu Quintana Roo. Funkcjonował w latach 2008–2009. Domowe mecze rozgrywał na obiekcie Estadio José López Portillo. Był klubem filialnym Atlante FC.

## Historia
Klub został założony w czerwcu 2008 jako filia grającego w najwyższej klasie rozgrywkowej Atlante FC, we współpracy z rządem stanu Quintana Roo i władzami miasta Chetumal. Miało to miejsce bezpośrednio po tym, jak właściciel Atlante, przedsiębiorstwo Grupo Pegaso, pozbył się udziałów w swoim dotychczasowym klubie filialnym – Club León.
Potros Chetumal przystąpił do rozgrywek drugiej ligi meksykańskiej, w której występował przez rok z przeciętnymi wynikami. W sezonie Apertura 2008 zajął ósme miejsce w tabeli (na dziewięć drużyn), a w sezonie Clausura 2009 uplasował się na czwartej pozycji. Niemal cała kadra zespołu składała się z graczy, którzy nie mieścili się w pierwszej drużynie Atlante.
Klub przestał istnieć w czerwcu 2009, kiedy kierownictwo Atlante zdecydowało o przeniesieniu jego licencji do miasta Nezahualcóyotl i zmianie nazwy na Potros Neza.

## Zawodnicy
- Rodrigo Ampudia (2008)
- Oscar Bonilla (2008)
- Alfonso Cárdenas (2008–2009)
- Luis Ángel Carrillo (2008)
- Francisco Cati (2008–2009)
- José Omar Cervantes (2009)
- Rafael Cuevas (2008–2009)
- Tomás Domínguez (2008–2009)
- Daniel Duarte (2008)
- César Fragoso (2009)
- José Daniel García (2008)
- José Roberto González (2008–2009)
- Miguel González (2008)
- Daniel Henríquez (2008)
- Fernando Herrera (2009)
- Ignacio Hierro (2008)
- Mario Hernández Lash (2008–2009)
- Edson Jaramillo (2009)
- Jonnathan Kuri (2008)
- Luis Laguna (2009)
- Emmanuel López (2008–2009)
- Víctor Hugo López (2008)
- Erick Marín (2008)
- Félix Martínez (2008)
- Alejandro Mercado (2008–2009)
- Mendivi Mis (2008–2009)
- Jesús Morales (2009)
- Juan Mugabure (2009)
- Omar Ortiz (2009)
- Manuel Orvañanos (2008)
- Antonio Pérez (2009)
- José Pérez (2008)
- Héctor Robles (2008)
- Ángel Rodríguez (2008)
- Gabriel Rojo de la Vega (2008–2009)
- Fábio Rosa (2009)
- Irving Rubirosa (2008)
- Michael Silva (2008)
- Israel Vargas (2008–2009)
- Abdiel Villa (2009)
- José Giovanni Villanueva (2008–2009)

Pogrubioną czcionką zaznaczono reprezentantów kraju.

## Trenerzy
- Enrique Echeverría (cze 2008 – gru 2008)
- Mario García (sty 2009 – cze 2009)